# Allium vallivanchense
Allium vallivanchense  (лат.) — вид однодольных растений рода Лук (Allium) семейства Амариллисовые (Amaryllidaceae). Растение впервые описано ботаниками Райнхардом М. Фричем и Н. Фризеном в 2009 году, наряду с таксоном Allium oreotadzhikorum.

## Распространение, описание
Эндемик Таджикистана. Описан из Западного Памира.
Луковичный геофит. Цветки и само соцветие заметно схожи с оными у лука плевокорневищного (лат. Allium hymenorrhizum), однако от последнего A. vallivanchense отличается в частности по чешуе луковицы (сетчатая, а не полосообразная) и форме и размеру листьев.